# Tour della nazionale maschile di rugby a 15 delle Tonga 2009
Tra il 2009 e il 2011, la nazionale di Tonga di "rugby a 15" si reca varie volte in tour per prepararsi al Coppa del mondo del 2011
Nel 2009 un tour in Europa vede Tonga giocare contro le selezioni "A" di Irlanda e Scozia e contro la prima squadra del Portogallo, con la quale ottiene l'unica vittoria
| Belfast 13 novembre 2009 | Irlanda A | 48 – 19 | Tonga | Ravenhill |

| Galashiels 20 novembre 2009 | Scozia A | 38 – 7 | Tonga |  |

| Lisbona 28 novembre 2009 | Portogallo | 19 – 24 | Tonga | Stadio Universitario |